# Politica della Repubblica Democratica Tedesca

Stemma della Repubblica Democratica Tedesca.

La Repubblica Democratica Tedesca venne creata come una repubblica socialista il 7 ottobre 1949 ed iniziò ad istituire un governo su imitazione di quello dell'Unione Sovietica. L'equivalente partito comunista nella Germania Orientale era il Partito Socialista Unificato di Germania (Sozialistische Einheitspartei Deutschlands o SED), che assieme ad altri partiti costituiva il Fronte Nazionale. Fu creato nel 1946 dall'unione del Partito Comunista di Germania (KPD) con il Partito Socialdemocratico (SPD) all'interno della zona di occupazione sovietica. Dopo la riunificazione tedesca, la SED venne rinominata in Partito del Socialismo Democratico (PDS).
Gli altri partiti politici si candidavano sotto la lista comune del Fronte Nazionale, controllato dalla SED, per le elezioni della Volkskammer, il parlamento tedesco orientale. I partiti erano:
1. Unione Cristiano Democratica di Germania (Christlich-Demokratische Union Deutschlands, CDU), confluito nel CDU occidentale dopo la riunificazione
2. Partito Democratico Rurale di Germania (Demokratische Bauernpartei Deutschlands DBD), unitosi con il CDU dopo la riunificazione
3. Partito Liberal Democratico di Germania (Liberal-Demokratische Partei Deutschlands, LDPD), confluito nel Partito Liberal Democratico occidentale
4. Partito Nazional-Democratico di Germania (Nationaldemokratische Partei Deutschlands, NDPD), confluito nel FDP.

Le elezioni venivano sì organizzate ma erano controllate in realtà dalla SED e dalla gerarchia statale, come aveva fatto notare Hans Modrow e altri.
La Volkskammer includeva rappresentanti provenienti da organizzazioni di massa come la Libera Gioventù Tedesca (Freie Deutsche Jugend or FDJ), o la Freier Deutscher Gewerkschaftsbund. Nel tentativo di includere le donne all'interno della vita politica della RDT, esisteva anche la Demokratischer Frauenbund Deutschlands con alcuni seggi nella Volkskammer.
Tra le organizzazioni di massa extra-parlamentari che ebbero un ruolo chiave nella società tedesca orientale furono la Deutscher Turn- und Sportbund (DTSB) e la Volkssolidarität. Un'altra società molto popolare negli anni ottanta era la Gesellschaft für Deutsch-Sowjetische Freundschaft, per la promozione di un rapporto di amicizia tra la RDT e l'Unione Sovietica.
Il 18 marzo 1990, furono organizzate le uniche elezioni libere nella storia dell RDT, portando ad un governo il cui principale obiettivo era quello di negoziare la riunificazione tedesca e porre fine alla Repubblica Democratica Tedesca.

## Apparato statale

### Consiglio di Stato

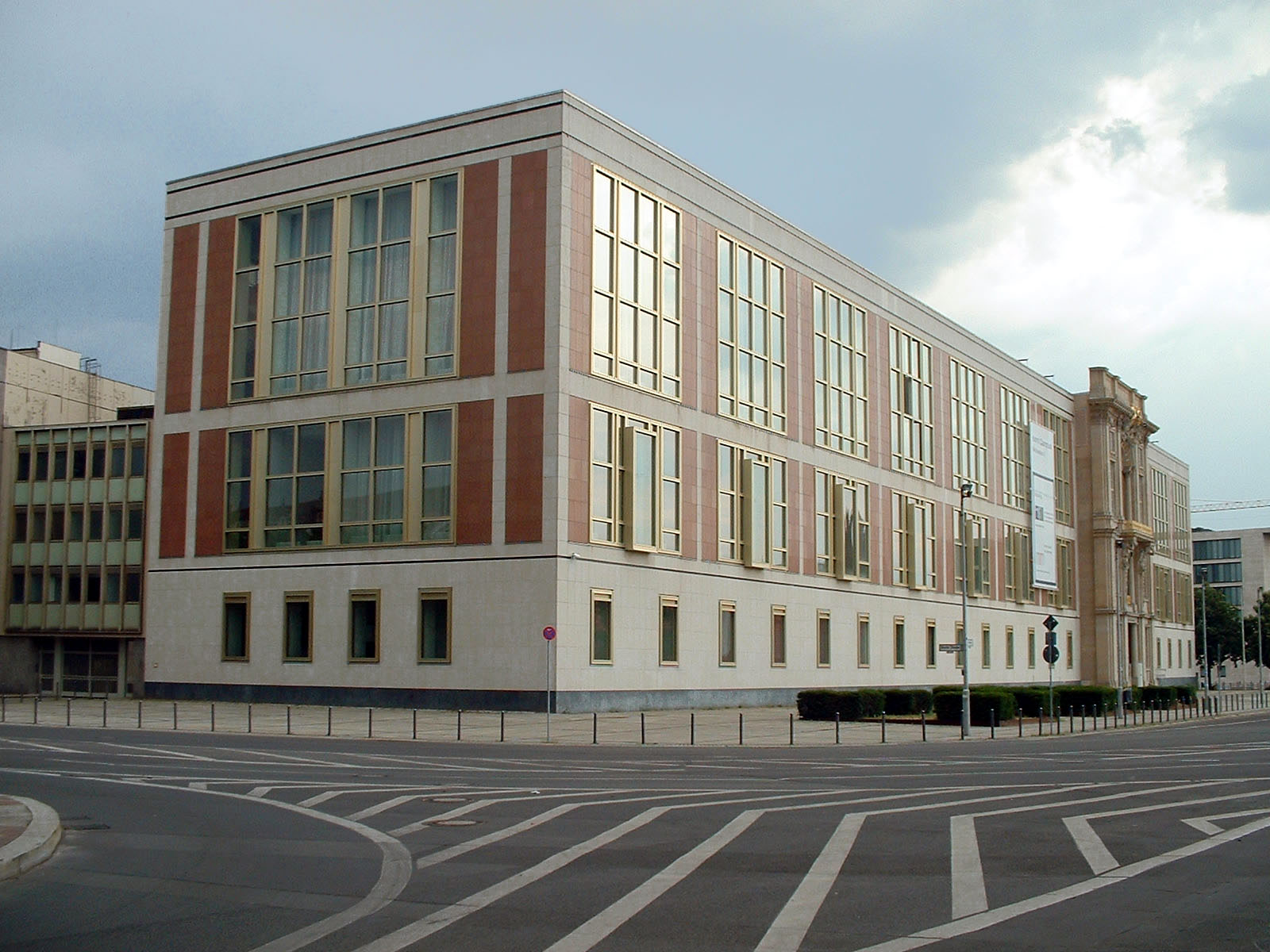
La sede del Consiglio di Stato della RDT.

Designato come organo della Camera del Popolo, il Consiglio di Stato (Staatsrat der DDR) fu istituito da Walter Ulbricht durante il suo mandato da primo segretario della SED. Dopo che Ulbricht venne forzato a rinunciare alla sua carica nel 1971, il prestigio e l'autorità del consiglio cominciarono a diminuire. Tuttavia, sebbene non fosse più di fatto l'organo esecutivo supremo, l'assunzione della presidenza del consiglio da parte di Erich Honecker nell'ottobre del 1976 portò ad una maggiore importanza del consiglio, come similmente avvenne in Unione Sovietica quando Leonid Brežnev divenne capo di stato. Si può affermare che, data l'estrema aderenza della RDT alle pratiche sovietiche, l'aumentata invisibilità del consiglio a partire dalla fine degli anni settanta abbia seguito gli sviluppi paralleli avvenuti nell'URSS.  Con la presa della carica di presidente del consiglio da parte di Honecker, il numero di politici che dopo il 1977 appartenevano sia al consiglio che al Comitato Centrale della SED era aumentato.
Per quanto riguarda il Consiglio di Stato, la Costituzione dichiarava che era costituito dal presidente, i presidenti deputati, i membri e un segretario; senza specificare il numero dei presidenti deputati e dei membri. Nel 1987, sotto la presidenza di Honecker, vi erano otto deputati presidenti e diciassette membri. Insieme ad Honecker, due dei deputati, Horst Sindermann e Willi Stoph, erano membri del Politbüro della SED; Stoph era anche il presidente del Consiglio dei Ministri, e Sindermann era presidente della Volkskammer. Quattro dei presidenti deputati del Consiglio di Stato rappresentavano gli altri quattro partiti politici. Le funzioni giornaliere del consiglio venivano portate avanti da un'organizzazione costituita nel 1987 da venti uffici e dipartimenti tutti guidati dai membri della SED. Nonostante la presenza di membri estranei al partito come presidenti deputati e nei gruppi della leadership, il controllo della SED era garantito dalla presenza di Honecker, Stoph, Sindermann ed Egon Krenz, probabilmente le quattro persone più potenti del paese.
Nella metà degli anni ottanta, tra le funzioni del Consiglio di Stato vi erano quelle di:
- rappresentare la RDT all'estero e ratificare e terminare i trattati internazionali;
- supportare le assemblee locali nell'implementazione dei loro piani economici e di bilancio;
- amministrare le leggi elettorali che governano la selezioni delle assemblee locali a livello comunitario, cittadino, della contea e dei distretti;
- affidare le responsabilità per il mantenimento della difesa nazionale con l'assistenza del Consiglio Nazionale della Difesa;
- amministrare le attività della Corte Suprema e dell'Ufficio del Prosecutore Generale per assicurare che le loro azioni siano costituzionali e in linea al codice civile, oltre che concedere amnistie e grazie.

### Consiglio dei ministri
Il Consiglio dei Ministri (Ministerrat der DDR) era il governo esecutivo della Repubblica Democratica Tedesca e l'organo più importante dell'apparato statale. La sua posizione nel sistema, le sue funzioni e i suoi scopi erano specificati dalla Costituzione modificata nel 1974 e stabiliti con la "Legge sul Consiglio dei Ministri della Repubblica Democratica Tedesca" nell'ottobre del 1972. Il Consiglio veniva descritto come "l'organo esecutivo della Camera del Popolo" e nello statuto del 1972 era semplicemente il "governo". Secondo la nuova legge, il Consiglio dei Ministri doveva "eseguire le decisioni del partito della classe lavoratrice sulle basi delle leggi e delle decisioni della Camera del Popolo". La Costituzione del 1974 aumentò significativamente le funzioni del Consiglio dei Ministri a discapito del Consiglio di Stato.
Nel 1987 il Consiglio dei Ministri era costituito da un presidente, due primi presidenti deputati e nove presidenti deputati che insieme costituivano il Presidium del Consiglio dei Ministri. Il presidente, Willi Stoph, era anche il primo ministro. Stoph, un rappresentante della vecchia guardia del Politbüro dal 1953, venne di nuovo indicato come presidente del consiglio nel 1986. Rispetto ai nove presidenti deputati, i due primi presidenti deputati, Werner Krolikowski e Alfred Neumann entrambi del Politbüro, generalmente non sono stati responsabili di specifici portafogli ministeriali.
Nel 1987 quattro dei nove presidenti deputati rappresentavano i quattro partiti non SED accettati dalla RDT. I quattro presidenti deputati non SED erano il ministro delle poste e delle comunicazioni Rudolf Schulze (CDU), il ministro della protezione ambientale e della gestione dell'acqua Hans Reichelt (DBD), il ministro della giustizia Hans-Joachim Heusinger (LDPD) e il presidente della Corte Contratta di Stato Manfred Flegel (NDPD). Le altre cinque posizioni dei presidenti deputati nel Presidium del Consiglio dei Ministri erano occupate dai membri del Comitato Centrale della SED. Due degli incaricati, Günther Kleiber e Gerhard Schürer, erano anche membri del Politbüro. Dei trentatré membri regolari del consiglio, inclusi ministri e non, diciannove appartenevano al Comitato Centrale della SED e due erano anche erano nel Politbüro (il ministro della sicurezza di stato Erich Mielke e il ministro dell'università e degli affari tecnici Hans Joachim Böhme).
Secondo la Costituzione, tutti i membri del Consiglio dei Ministri erano formalmente eletti dalla Camera del Popolo per un mandato di cinque anni: queste decisioni infatti venivano prese dal Politbüro e dal Comitato Centrale della SED. Il consiglio doveva lavorare attenendosi alla Volkskammer e, secondo le direttive amministrative, ogni sua proposta di legge o decisione doveva essere approvata dalla Camera del Popolo prima di diventare legge. La Volkskammer era costretta ad approvare le azioni intraprese dal consiglio e presentarle nella legislatura. La Camera del Popolo aveva la responsabilità formale di selezionare i membri del consiglio ma de facto la scelta spettava al Politbüro. La legislatura aveva poi il compito di approvare le nomine.
Il Consiglio dei Ministri aveva il compito di passare alla Camera del Popolo la maggior parte dei disegni di legge e delle decisioni da essere successivamente promulgate dal parlamento. Il metodo di lavoro del Consiglio dei Ministri era collettivo: vi erano normalmente dei dibattiti settimanali sui problemi e i piani proposti dai singoli ministri, e spesso confermavano le decisioni già prese dal Presidium. Quest'ultimo aveva un'importanza speciale poiché era responsabile della gestione degli affari del consiglio quando non era in sessione.
Tra i principali compiti del Consiglio dei Ministri vi erano:
- dirigere e pianificare l'economia nazionale
- partecipare ai dibatti e alle risoluzioni del Consiglio di mutua assistenza economica
- coordinare ed eseguire le politiche sociali approvate con il supporto e la concorrenza della Freier Deutscher Gewerkschaftsbund
- fornire istruzioni e controllare i livelli subordinati del governo, come i consigli a livello di distretto, contea, città e comunità, che implementano le leggi e le decisioni del governo centrale
- migliorare il funzionamento del centralismo democratico all'interno dell'apparato statale
- portare avanti le politiche estere di base in base ai principi dello stato socialista[1]

### Sistema giudiziario
Come per tutti gli altri aspetti dell'amministrazione governativa della RDT, il partito aveva l'ultima parola in tutte le operazioni del sistema legale. La Costituzione, tuttavia, garantiva ai cittadini il diritto ad una voce nel processo giuridico e nella selezione dei giudici, direttamente o attraverso i loro rappresentanti eletti. Garantiva in seguito la partecipazione dei cittadini nell'amministrazione della giustizia, nello sforzo di scoraggiare i crimini. Le garanzie di base per la giustizia venivano fatte derivare dalla "società socialista, dal potere politico dei lavoratori, dal loro stato e sistema legale."
Infatti, non esisteva la separazione dei poteri nel sistema di governo della RDT: sebbene la Costituzione confermasse l'indipendenza delle corti, subordinava il potere giudiziario alle autorità politiche e ai loro obiettivi come in quella semi-democratica del 1949, dove anche gli altri organi di governo erano controllati dalla Camera del Popolo. La carica di giudice era riservata ai comunisti avevano dimostrato fedeltà allo stato. Il regime considerava ufficialmente la legge e la giustizia come gli strumenti per costruire una società comunista, ovvero il fine ultimo di tutti gli ufficiali legali e giudiziari. In effetti, gli organi legali e giudiziari servivano come agenzie di promozione della dottrina di stato e la carriera degli impiegati nel sistema dipendeva dalla loro posizione politica determinata dagli ufficiali del partito.
Al vertice del sistema giudiziario della RDT vi era il Ministero della Giustizia, la Corte Suprema e l'Ufficio del Prosecutore Generale. Nel 1987 a capo di questi organi vi erano, rispettivamente, Hans-Joachim Heusinger (LDPD), Heinrich Toeplitz (CDU), e Josef Streit (SED). Il Prosecutore Generale designava i prosecutori in tutta la Germania orientale, inclusi quelli attivi nelle corti militari; poteva licenziarli e loro erano "responsabili nei suoi confronti e legati alle sue direttive". L'Ufficio del Prosecutore Generale era anche responsabile della supervisione "la rigida aderenza alla legalità socialista e della protezione dei cittadini dalle violazioni della legge". Il ruolo del Ministero della Giustizia, non menzionato nella Costituzione, era principalmente formale e propagandistico.
Gli organi di giustizia erano la Corte Suprema, le corti delle regioni, dei distretti e le corti sociali. La giurisdizione militare era esercitata dalla Corte Suprema, dai tribunali militari e dalle corti. Le specifiche aree di responsabilità di ciascun livello delle corti era definito dalla legge. I giudici professionisti e laici delle corti venivano eletti ogni cinque anni dai rispettivi organi rappresentativi, ad eccezione dei giudici delle corti distrettuali eletti direttamente dai cittadini. Venivano licenziati nel caso di azioni illecite e di violazioni della legge e della Costituzione nell'esercizio delle loro funzioni.
Secondo la Costituzione, la Corte Suprema, in qualità di organo al vertice del sistema legale, dirigeva la giurisdizione di tutte le corti inferiori e veniva incaricata di garantire l'applicazione uniforme delle leggi in tutti i livelli. La Corte Suprema non aveva soltanto il diritto di appelli straordinari come mezzo di controllo sulle corti inferiori ma serviva occasionalmente come un collegamento nella catena di comando tramite le sue direttive generali. In base all'articolo 93 della Costituzione, la Corte Suprema "dirige la giurisdizione delle corti in base alla Costituzione, alle leggi e ai loro statuti [...] Assicura un'applicazione uniforme della legge da parte di tutte le corti". Le funzioni direttive della Corte Suprema andavano oltre quelle affidate di solito alle corti occidentali, che non potevano dare istruzioni alle corti inferiore in materia di specifiche questioni legali. La Corte Suprema era responsabile della Volkskammer e, tra le ultime sessioni,  del Consiglio di Stato. L'organizzazione interna dell'alta corte era costituita da un'assemblea, un presidium e tre divisioni amministrative conosciute come i collegi per la giustizia criminale, militare, civile, familiare e del lavoro. L'assemblea, diretta nelle sessioni plenari dal Presidium della Corte Suprema, era costituita da 15 direttori delle corti distrettuali, i presidenti delle alte corti militari e da tutti i giudici professionali.
Ciascuna corte distrettuale era presidiata da un giudice professionale e due giurati, nei casi di giurisdizione originale (reati come crimini economici, omicidi e contro lo stato), e da tre giudici professionali nei casi della giurisdizione d'appello (processi civili).
La corte della contea corrispondeva al livello più basso del sistema giudiziario, e ogni contea dello stato ne possedeva almeno una presidiata da un giudice professionale e da due assessori laici. La maggior parte dei crimini e dei casi civili venivano affrontati a questo livello: le corti delle contee avevano la giurisdizione sui casi non assegnati altrove e in quelli civili che coinvolgevano piccole proprietà.
Oltre alle corti regolari, la RDT aveva sviluppato un sistema estensivo di corti comunitarie e sociali (gesellschaftliche Gerichte), note anche come "commissioni conflittuali e di arbitrio" (Konflikt-und Schiedskommissionen). Le prime erano formate da imprese statali e private, istituzioni per la salute e l'istruzione, uffici e organizzazioni sociali. Le seconde venivano stabilite in aree residenziali, fattorie collettive, cooperative di artigiani, pescatori e giardinieri.  Creata per alleggerire le corti regolari dai casi minori, la giurisdizione delle corti si applicava alle dispute sul lavoro, disturbi minori della quiete pubblica, misfatti, infrazioni della legge, assenteismo, e dispute civili. Queste corti erano composte da giurati laici eletti dai rispettivi costituenti, con l'influenza degli ufficiali del partito esercitata anche in alcuni casi giudiziari.

### Personalità politiche della RDT
- Heinrich Rau, presidente della Commissione economica tedesca (predecessore del governo della RDT), (1948-1949)
- Erich Honecker (Segretario del Partito Socialista Unificato di Germania, 1971–89; Presidente del Consiglio di Stato, 1976–89)
- Walter Ulbricht (Segretario generale della SED, 1950–71; Presidente del Consiglio di Stato, 1960–73)
- Wilhelm Pieck (Presidente della SED - assieme a Otto Grotewohl, 1946–50, ; Presidente dello Stato, 1949–60)
- Otto Grotewohl (Presidente della SED - con Wilhelm Pieck, 1946–50; Presidente del Consiglio dei Ministri, 1949–64)
- Willi Stoph (Presidente del Consiglio dei Ministri, 1964–73 e 1976–89; Presidente del Consiglio di Stato, 1973–76)
- Egon Krenz (Segretario generale della SED, 1989; Presidente del Consiglio di Stato, 1989)
- Hans Modrow, ultimo capo socialista del governo
- Lothar de Maizière, primo (e unico) capo di governo non socialista
- Günter Schabowski, famoso per il ruolo da portavoce del governo nella caduta del muro di Berlino

Altre personalità:
- Erich Mielke
- Wilhelm Külz
- Günter Mittag
- Robert Havemann
- Gregor Gysi
- Harry Tisch
- Hermann Axen
- Hilde Benjamin
- Johannes R. Becher